# Елліотт Сміт
Стівен Пол "Елліот" Сміт (англ. Steven Paul "Elliott" Smith, нар. 6 серпня 1969 — пом. 21 жовтня 2003) — відомий американський музикант, автор-виконавець. Народився у місті Омаха, штат Небраска, виріс у Техасі. Більшу частину життя мешкав у Портленді, штат Орегон, де й здобув початкову популярність. Основним інструментом Сміта була гітара, однак він також грав на фортепіано, кларнеті, басі та гармоніці. Елліотт володів характерними вокальними даними та використовував декілька звукових доріжок для створення вокальних текстур та гармоній.
Після декількох років участі у гурті Heatmiser, у 1994 році Елліотт Сміт розпочав сольну кар'єру та видав декілька альбомів на таких інді-лейблах, як Cavity Search та Kill Rock Stars. У 1997 році він підписав контракт з лейблом DreamWorks Records, на якому записав два альбоми. Світове визнання музикант отримав у 1998 році, коли його пісню "Miss Misery", яка з'явилася у фільмі «Розумник Вілл Гантінґ», було номіновано на премію Оскар у категорії «найкраща пісня».
Сміт мав хронічну депресію, алкоголізм та наркозалежність, тому ці теми часто знаходили відображення у його ліриці. Елліотт Сміт помер 21 жовтня 2003 року у Лос-Анджелесі внаслідок двох ножових поранень у груди. Йому було 34 роки. Існує думка, що поранення були нанесені самим музикантом, однак медикам так і не вдалося встановити точну причину його смерті. На час смерті Сміт працював над шостим студійним альбомом, From a Basement on the Hill, який було видано посмертно у 2004 році.
Смерть Елліотта викликала широкий резонанс в США. На Бульварі Сансет було відкрито меморіал, присвячений співакові, куди фани регулярно приносять квіти, фотографії та свічки. У багатьох містах також було проведено концерти в пам'ять про музиканта. У 2015 році відбулася прем'єра фільму «Улюбленець небес» режисера Ніколаса Россі, в якому задокументовано життя Елліотта. Фільм містить численні інтерв'ю як зі самим співаком, так і з його близькими, а також записи з концертів.

## Дискографія
Студійні альбоми
- Roman Candle (1994)
- Elliott Smith (1995)
- Either/Or (1997)
- XO (1998)
- Figure 8 (2000)

Альбоми, видані посмертно
- From a Basement on the Hill (2004)
- New Moon (2007)
- Heaven Adores You (2016)